# Heliria cornutula
Heliria cornutula är en insektsart som beskrevs av Ball. Heliria cornutula ingår i släktet Heliria och familjen hornstritar. Inga underarter finns listade i Catalogue of Life.